# Рославль
Ро́славль — город в Смоленской области Российской Федерации. Административный центр Рославльского района. Образует Рославльское городское поселение.

## Физико-географическое положение
Город расположен в 113 километрах юго-восточнее Смоленска и занимает холмистую территорию на левом берегу реки Остёр при впадении в неё речки Становки и ручья Глазомойки.
Рославль представляет собой крупный узловой железнодорожный узел на пересечении линий: Смоленск — Брянск и Могилёв — Сухиничи.

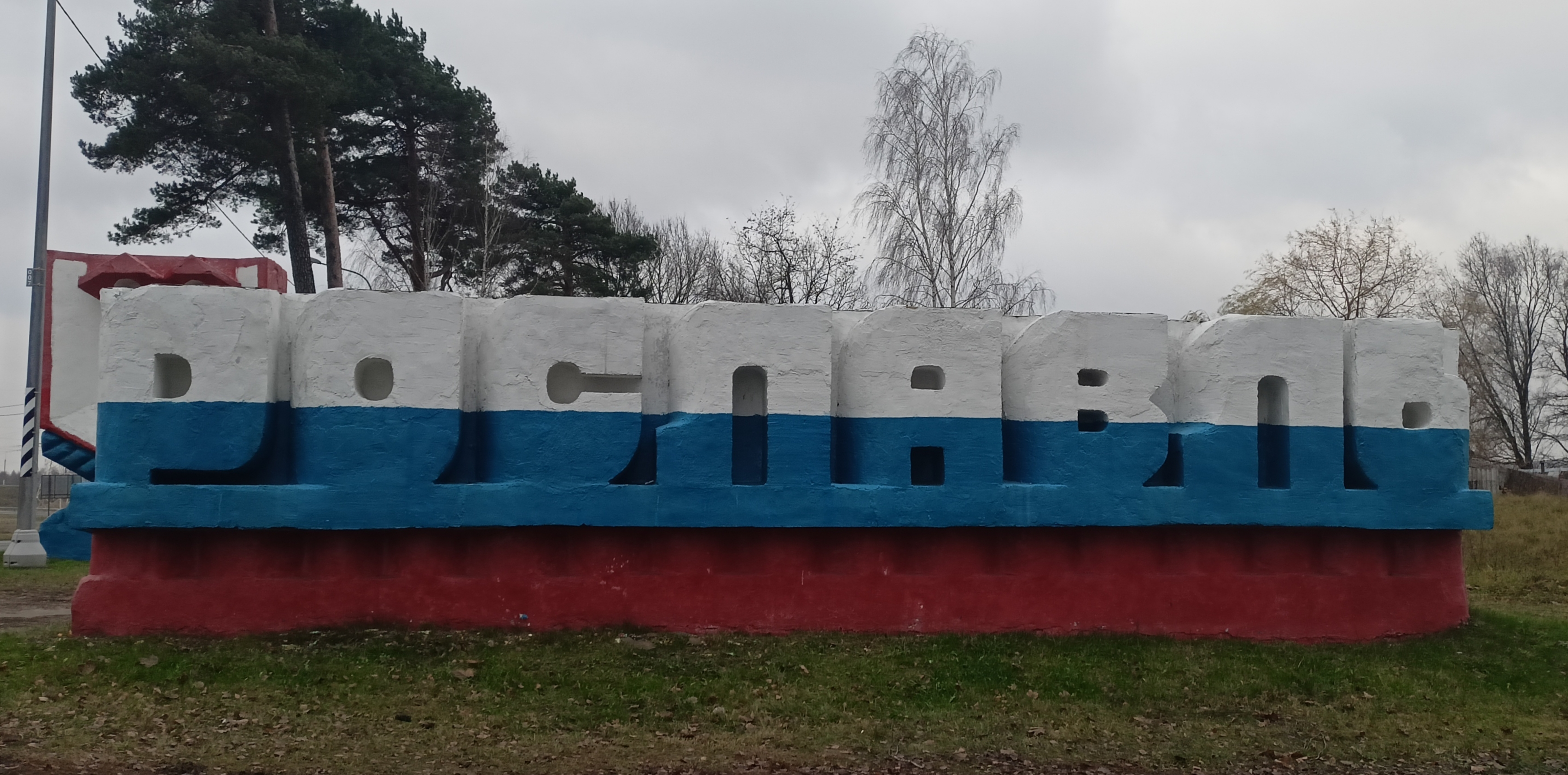
Стела на въезде в Рославль

Через этот город проходят автомобильные магистрали и автодороги регионального и федерального значения:
- Р120 Орёл — Брянск — Смоленск — государственная граница с Республикой Беларусь;
- А130 Москва — Государственная граница с Республикой Беларусь (далее на Бобруйск, Брест и Варшаву);
- P137 Региональная автомобильная дорога Рославль — Дорогобуж — Сафоново.

Часовой пояс
Рославль, как и Смоленская область, находится в часовой зоне МСК (московское время). Смещение применяемого времени относительно UTC составляет +3:00.
С 27 марта 2011 года по 25 октября 2014 года, Рославль вместе со всей Россией переходил на постоянное измерение времени по международному стандарту, было закреплено постоянное использование летнего времени. С 26 октября 2014 года постоянно действует зимнее время.

## Население
| 1856    | 1897    | 1913    | 1926    | 1931    | 1939    | 1959    | 1970    | 1973    | 1976    | 1979    | 1982    |
| ------- | ------- | ------- | ------- | ------- | ------- | ------- | ------- | ------- | ------- | ------- | ------- |
| 6300    | ↗17 800 | ↗30 100 | ↘26 000 | ↗28 400 | ↗41 480 | ↘37 433 | ↗48 516 | ↗53 000 | ↗55 000 | ↗56 046 | ↗58 000 |
| 1986    | 1987    | 1989    | 1996    | 1998    | 2000    | 2001    | 2002    | 2003    | 2005    | 2008    | 2009    |
| ↗61 000 | →61 000 | ↘60 470 | ↗61 100 | ↘60 000 | ↘58 500 | ↘57 500 | ↗57 701 | ↘57 700 | ↘56 500 | ↘54 700 | ↘54 164 |
| 2010    | 2011    | 2012    | 2013    | 2014    | 2015    | 2016    | 2017    | 2018    | 2019    | 2020    | 2021    |
| ↘53 700 | ↗54 900 | ↘53 909 | ↘53 025 | ↘52 070 | ↘51 775 | ↘51 466 | ↘50 870 | ↘50 112 | ↘49 405 | ↘48 909 | ↘45 416 |
| 2024    |         |         |         |         |         |         |         |         |         |         |         |
| ↘43 592 |         |         |         |         |         |         |         |         |         |         |         |

На 1 января 2025 года по численности населения город находился на 351-м месте из 1124 городов Российской Федерации.
Национальный состав
По итогам переписи населения 2020 года проживали следующие национальности (национальности менее 0,1 % и другое, см. в сноске к строке «Другие»):
| Национальность | Численность, чел. | Доля     |
| -------------- | ----------------- | -------- |
| Русские        | 41 973            | 92,42 %  |
| Цыгане         | 396               | 0,87 %   |
| Белорусы       | 355               | 0,78 %   |
| Украинцы       | 164               | 0,36 %   |
| Азербайджанцы  | 160               | 0,35 %   |
| Армяне         | 66                | 0,15 %   |
| Евреи          | 55                | 0,12 %   |
| Другие         | 2247              | 4,95 %   |
| Итого          | 45 416            | 100,00 % |

## Климат
Климат умеренно континентальный, зима снежная и умеренно холодная, лето тёплое и дождливое.
| Показатель                    | Янв.  | Фев.  | Март | Апр. | Май  | Июнь | Июль | Авг. | Сен. | Окт. | Нояб. | Дек. | Год   |
| ----------------------------- | ----- | ----- | ---- | ---- | ---- | ---- | ---- | ---- | ---- | ---- | ----- | ---- | ----- |
| Абсолютный максимум, °C       | 10,4  | 9,4   | 18,3 | 25,6 | 31   | 32,2 | 36,4 | 37,3 | 29,4 | 25,9 | 15,2  | 11   | 37,3  |
| Средний суточный максимум, °C | −5,1  | −4,1  | 1,4  | 10,7 | 17,8 | 21,3 | 22,9 | 21,8 | 16,1 | 9,1  | 1,5   | −2,9 | 9,2   |
| Средняя температура, °C       | −7,7  | −7    | −2   | 6,2  | 12,7 | 16,3 | 17,8 | 16,5 | 11,3 | 5,4  | −0,7  | −5,1 | 5,3   |
| Средний суточный минимум, °C  | −10,7 | −10,4 | −5,5 | 1,9  | 7,4  | 11,2 | 12,8 | 11,6 | 6,9  | 2    | −3,1  | −7,6 | 1,4   |
| Абсолютный минимум, °C        | −37,8 | −32,3 | −30  | −15  | −4,9 | −0,1 | 5    | 0    | −4   | −12  | −23,3 | −31  | −37,8 |
| Норма осадков, мм             | 51    | 35    | 40   | 40   | 61   | 82   | 74   | 66   | 54   | 60   | 50    | 52   | 665   |
| Источник: Climatebase.ru      |       |       |      |      |      |      |      |      |      |      |       |      |       |

| Показатель                     | Янв. | Фев. | Март | Апр. | Май  | Июнь | Июль | Авг. | Сен. | Окт. | Нояб. | Дек. | Год |
| ------------------------------ | ---- | ---- | ---- | ---- | ---- | ---- | ---- | ---- | ---- | ---- | ----- | ---- | --- |
| Средняя температура, °C        | −6,9 | −6,9 | −1,4 | 6,4  | 13,7 | 16,3 | 17,7 | 16,6 | 11,4 | 5,9  | −1,3  | −4,8 | 5,7 |
| Норма осадков, мм              | 37   | 32   | 38   | 32   | 59   | 91   | 77   | 79   | 64   | 58   | 46    | 40   | 653 |
| Источник: Гидрометцентр России |      |      |      |      |      |      |      |      |      |      |       |      |     |

## Административное деление города

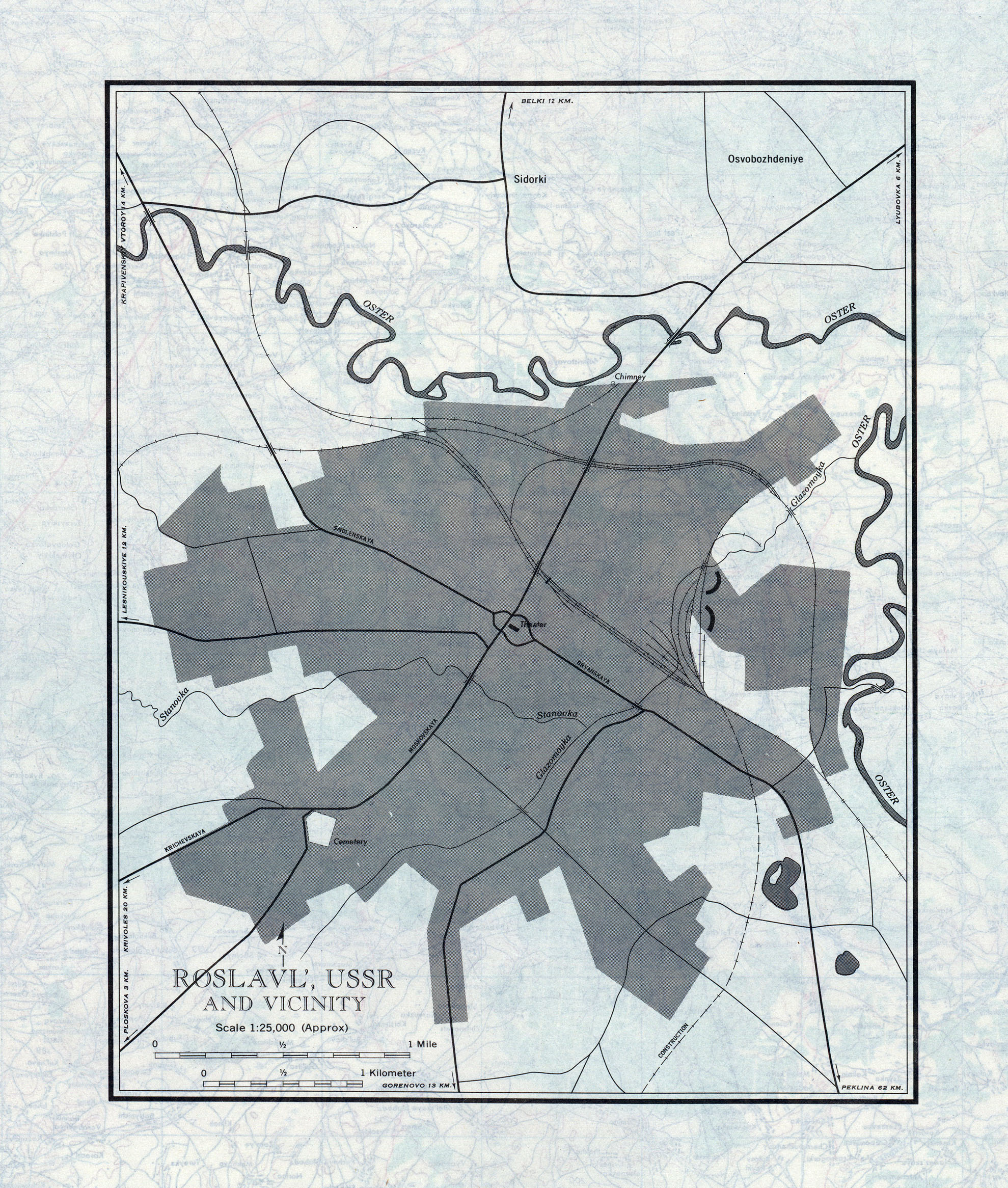
Лист из набора карт Восточной Европы Картографической военной службы США. Серия 501, 1954

Территориальными единицами Рославля являются районы, имеющие наименования и границы, закреплённые правовыми актами города:
- Центральный
- Юр-Гора
- Прилёповка
- Посёлок ТЭЦ
- Московская
- Депо
- Лобыревка
- Брянская
- 12-й микрорайон
- 15-й микрорайон
- 16-й микрорайон
- 17-й микрорайон
- 34-й микрорайон
- 377 квартал

## История
Первое письменное упоминание о городе Ростиславле содержится в своде смоленских епископских грамот и относится к 1211—1218 годам. Историки предполагают, что он был заложен князем Ростиславом Мстиславичем как один из опорных центров княжеской власти на землях радимичей приблизительно в 1137 году. Ростиславский кремль находился на холме, ныне именуемом Бурцевой горой.
С 1197 по 1206 годы в городе наблюдался экономический подъём. Это может быть свидетельством присутствия князя в Ростиславле. Возникнув как центр местного управления, к тому же вдалеке от торговых путей, Ростиславль в XII веке не мог быть центром ремесла и торговли, основными жителями города были «люди княжеской администрации». Ростиславльский удел мог существовать с 1197 до 1230-х годов. Вероятно, именно в это время (1197—1206) в городе находилась резиденция князя. Именно с этими годами и связан экономический рост города.

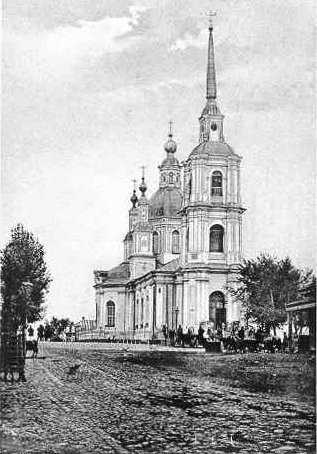
Благовещенский собор XVIII—XIX вв.

Относительное благополучие для рославльчан окончилось в XIII веке. Смоленский князь постоянно конфликтовал с боярами. Это ослабляло военную и экономическую мощь княжества, которое вскоре раздробилось на феоды, постоянно враждовавшие между собой. Рославль оказался на южной окраине удельного княжества. Смоленские земли, и без того ослабленные мором 1231—1232 годов, страдали от постоянных междоусобиц.
В 1239 году Рославль и Рудню удалось взять литовцам. Город местные жители смогли отвоевать, обратившись за помощью к Ярославу Всеволодовичу Тем не менее, в 1258 году литовские князья вновь предпринимают поход на город, в результате чего Рославль и его окрестности были разорены, однако утвердиться литовской власти в городе не удалось. В 1286 году город отвоёвывает брянский удельный князь Роман Глебович. Он желает подчинить своей власти всё Смоленское княжество, для чего прибегает к помощи татар, но осуществить задуманное ему так и не удалось. Смоленский князь Александр Глебович сумел отстоять свои территории и власть. Рославльский удел возвращает независимость.
В 1339 году в пределы Смоленского княжества вторгаются орды монголо-татар. Одним из первых пострадал Рославль. Татары не смогли захватить княжество, но приграничные города были сожжены, разграблены и ослаблены. После татарских набегов, подчинение княжества литовским феодалам произошло при Витовте. В течение многих лет жители города и окреста платили налоги литовскому князю.
В 1358 году Ростиславль был захвачен литовским князем Ольгердом и вошёл в удельное Мстиславское княжество Великого княжества Литовского. В конце 1392 года Витовт прогоняет со смоленского престола Юрия Святославича, ставленника Скиргайло, и сажает туда Глеба, а Юрия посылает княжить в город Рославль. Дань собиралась не только деньгами, но и продуктами: мясом, зерном, мёдом и т. д., но отплата деньгами была предпочтительнее. Кроме налога литовскому князю, населению необходимо было платить и смоленскому правителю.
В 1515 году Ростиславль был возвращён Великому княжеству Московскому воеводой Андреем Сабуровым. В 1514 году войска Василия III смогли отбить Смоленское княжество, но Рославль и ещё несколько городов продолжали оставаться в руках Литвы; оказаться под властью московских князей городу удалось к 1522 году по условиям перемирия. В тот момент Рославль оказался под административной юрисдикцией Брянска.
После ряда мирных лет очередным разорительным бедствием для горожан стала Ливонская война: в 1563 году одному из литовских отрядов удалось прорваться к городу, но ополчение успешно отбило атаку и на этот раз. После войны, с 1584 года, в Рославле началось строительство деревянной крепости с артиллерией и гарнизоном в 300 стрельцов. Через полвека Рославлю пришлось противостоять новому противнику: в 1610 году город был захвачен войсками Речи Посполитой и подчинялся уже не русскому государю, а королю Польши и Великому Князю Литовскому Сигизмунду III, став частью Смоленского воеводства Великого Княжества Литовского. Рославльские наместники сами отдали власть в руки Короля Речи Посполитой, считая врага слишком сильным. После захвата города поляками, бояре отправились с поклоном к Сигизмунду, который разбил свой лагерь под Смоленском. В 1618 г. по Деулинскому перемирию Рославль был передан Польше. В 1623 году Рославлю была пожалована грамота Магдебургского права.
В 1632 году воевода Богдан Нагой был послан в Калугу «собираться с ратными людьми» для похода под Смоленск против поляков, в октябре того же года с небольшим отрядом занял Серпейск, в ноябре разбил польский отряд и взял Рославль, а в награду за это получил золотой.
В 1653 г. город был занят украинскими казаками.
В 1654 году город был взят русским войском в ходе успешного военного похода царя Алексея Михайловича. В 1658—1659 годах был на короткое время захвачен мятежными казаками Ивана Выговского. В 1660 году русские восстановили и дополнительно укрепили пострадавшую в предыдущих событиях крепость, что совершенно оправдало себя в самом скором времени: в 1664 году Рославль выдержал осаду крупного литовского войска, отразил нападения литовских отрядов и в 1666 году.
Современное название город получил в 1755 году.
В 1776 г. землемером Гурьевым был сделан первый топографический план города. В 1780 г. город получил высочайше утвержденный план города и герб.
Проезжая через Рославль на исходе Крымской войны, поэт Тютчев написал известное стихотворение «Эти бедные селенья, Эта скудная природа…»

### Советская власть
После отречения Николая II от престола, в марте 1917 года, в городе был создан представительный орган местной власти «в поддержку февральских преобразований» — Общественный исполнительный комитет, который отправляет приветственную телеграмму Временному правительству. 

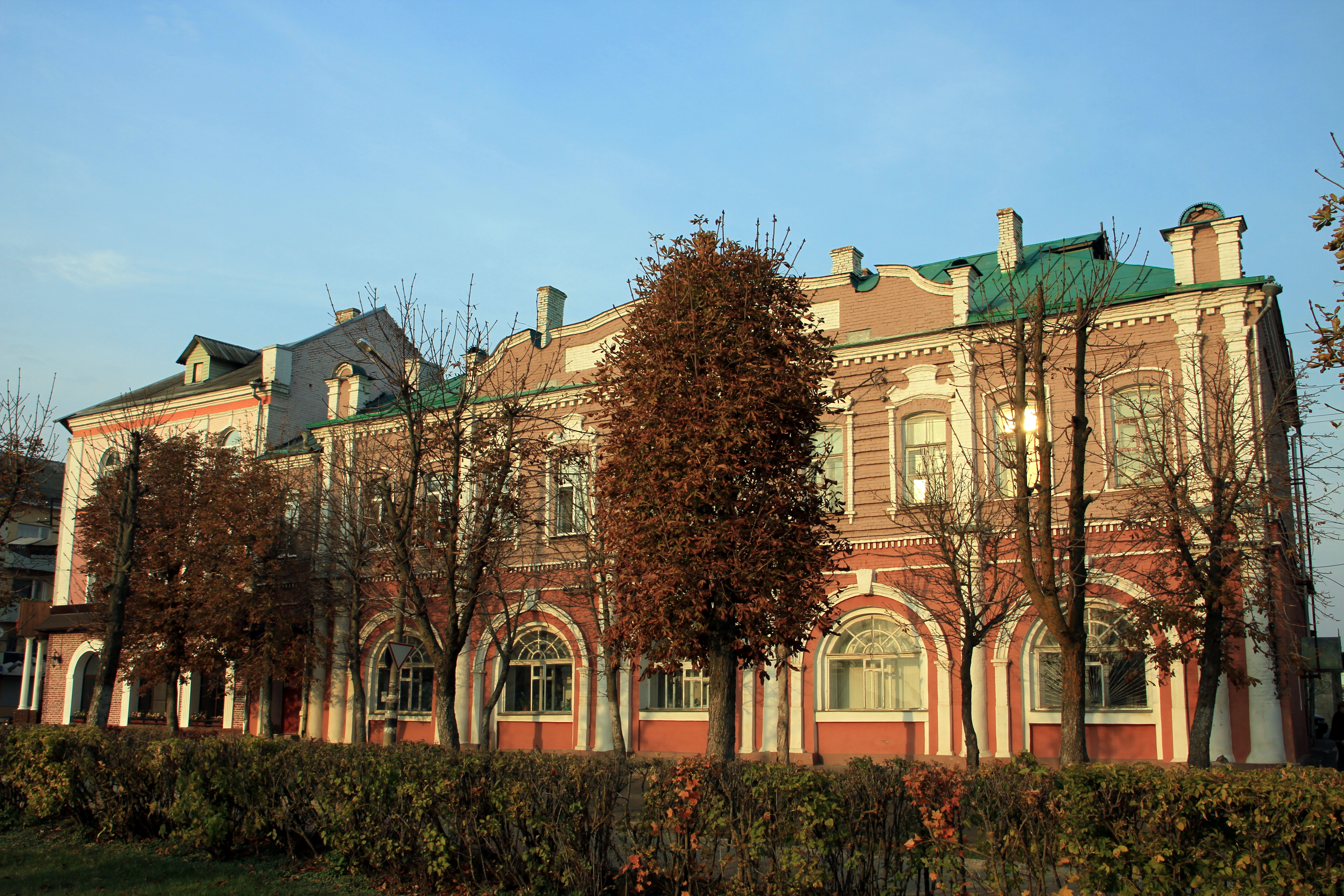
Дом дворянского собрания

Обстановка на фронтах Первой мировой войны, массовое беженство, похоронки, в условиях нарастающего и порождённого войной экономического кризиса толкали народ на протесты с желанием изменить жизнь к лучшему.
«Буржуазная» представительная власть, установившаяся после февраля 1917 года в городе и районе и состоящая преимущественно из чиновников старой царской администрации, представителей от купечества, дворянства, помещиков и духовенства не устраивала социал-демократические силы, имевшие в Рославле свои ячейки и сторонников с начала 1900-х годов, которые должным образом не были представлены в новом общественном совете.
4 (17) марта 1917 года, после митинга, представители РСДРП(б), собрав своих сторонников из числа солдат, рабочих маслобойных заводов, железнодорожных мастерских и других предприятий двинулись в центр города. Манифестанты разоружали жандармов и городовых, солдаты арестовали начальника гарнизона. К исходу дня были освобождены политически и административно заключённые. В городе был создан Совет рабочих и солдатских депутатов.
В состав Рославльского уездного Совета вошла группа большевиков во главе с Николаем Конопацким. Влияние в совете имели и меньшевики с эсерами. Председателем был избран солдат-меньшевик, а «крестьянская секция» была отдана эсерам.
18 апреля (1 мая) 1917 года в городе прошёл многолюдный митинг, организованный Советом под лозунгами с требованиями отставки Временного правительства и призывами «бороться против продолжения империалистической войны», добиваться создания демократической республики и введения 8-часового рабочего дня.
К началу осени 1917 года, в городской ячейке РСДРП(б) насчитывалось уже более 300 человек. Нарастали революционные настроения и в деревне: в Даниловичской волости в июне 1917 года крестьяне под руководством большевика Семёна Иванова отняли помещичьи и церковные земли у владельцев и самовольно передали их нуждающимся.
В первых числах октября в Петрограде состоялось собрание рабочих и солдат, — уроженцев Рославльского уезда, на котором обсуждался вопрос о поездке в родные деревни для оказания помощи крестьянству в борьбе за установление Советской власти. Были избраны делегаты и направлены в город и окрестные сёла.
Советская власть в городе была установлена 27 октября (9 ноября) 1917 года. Н. Н. Конопацкий вспоминал позднее: «В конце октября образовали ревком в составе Николая Николаевича Конопацкого, Николая Павловича Носова и Дмитрия Вениаминовича Клочкова. Сидим в Совете круглые сутки. На телеграфе дежурит специально выделенный комиссар. Наконец Смоленск сообщил о победе революции в Петрограде и образовании Совета Народных Комиссаров. Вскоре получены были первые Декреты Советского правительства о мире, о земле. Мы немедленно перепечатали их в Рославльской типографии и расклеили по городу, распространили в полках, разослали по уезду».

Большинство населения поддерживало революционные преобразования, чем объясняется та сравнительная легкость, с какой в России победила Великая Октябрьская социалистическая революция. Прошло всего несколько дней после победоносного вооруженного восстания в Петрограде — и власть большевистских Советов была установлена в важнейших административных и промышленных центрах.

Гражданская война в России и иностранная военная интервенция (1917—1923) негативно отразились на развитии города, как и на развитии всего молодого советского государства.
После окончания Гражданской войны Советская власть «берёт курс» на развитие промышленных городов, благодаря которому в истории Рославля начинается новый этап. Возрождались и строились фабрики и заводы, на селе проводилась коллективизация.
Сталинские пятилетки оставили свой след в истории города. Многие заводы и предприятия, закрывшиеся перед революцией и после неё, были реконструированы и модернизированы. В 1929 году был сдан в эксплуатацию овощесушильный комбинат, аналогов которому не было во всей Смоленской области.
В 1931 году в городе появилась Машинно-тракторная станция, в конце 1930-х годов — птицекомбинат и стекольный завод.
Административно-территориальное устройство и подчинённость города и района менялись несколько раз. В 1929 году Рославль становится центром Рославльского округа Западной области РСФСР, который включал 11 сельских районов, а уже через год, в 1930 году, статус города был изменён в связи с упразднением административно-территориального деления. Теперь город, — центр «Западного сельского района» (Смоленская область). Позже Рославль становится городом областного подчинения.

### Великая Отечественная война
В начале Великой Отечественной войны Рославль, будучи крупным транспортным узлом с развитым путевым хозяйством, представлял стратегический интерес для Верховного командования вермахта при подготовке и организации наступления на Москву, проведения фланговых ударов в тыл группировок Красной армии и бесперебойного снабжения собственных войск. В конце июля — начале августа 1941 года на подступах к городу развернулись ожесточённые бои. Город обороняли части 222-й стрелковой дивизии, которая в спешном порядке была передислоцирована на рубежи вокруг Рославля. К 28 июля, совершив 350-километровый марш, части дивизии заняли оборону на рубеже: Криволес — русло реки Остёр — окрестности станции Крапивинская. Обстановка, сложившаяся на Западном фронте после захвата Смоленска в последней декаде июля, потери РККА, «котлы», привели к тому, что 222 сд оказалась единственной дивизией, обороняющей город.
На рассвете 30 июля 1941 года XXIV моторизованный и VII армейский корпуса противника начали наступление из района Мстиславль — Кричев в направлении на Рославль и с целью окружить и уничтожить «группу Качалова» (145, 149 сд, 104 тд), предпринявшую попытку контрудара на Смоленск. На следующий день IX армейский корпус нанес удар восточнее Рославля из района Починок — Стригино. К вечеру 2 августа дивизия попала в полуокружение, и к 3 августа (по официальной версии) была вынуждена отойти на промежуточный рубеж обороны в район Екимовичи, фактически же начала беспорядочный отход, потеряв связь с 774-м стрелковым полком.

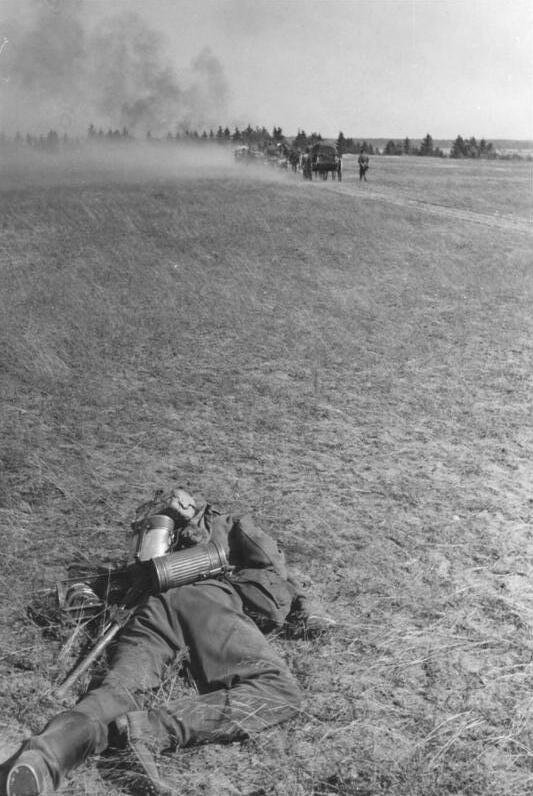
Погибший немецкий солдат. Восточный фронт. Лето 1941 года

Под ударами танковых групп и пехоты противника — была расчленена. Командир дивизии, не имевший связи с соседями, принял решение отвести дивизию восточнее Рославля. Из Указания Военного совета Резервного фронта командующему войсками 28-й армии по организации обороны от 5 августа 1941:

Действия 222 сд носят явно преступный характер. Командование дивизии, к-ры и комиссары частей до сих пор не привели дивизию в порядок и продолжают вести неорганизованный бой, отходя без всякого приказа на восток. Этим паническим отходом группа Качалова становится в очень тяжёлое положение.
Предупредите к-ра дивизии, к-ров частей и комиссаров, что если они не выправят положение и будут продолжать отходить дальше без приказа, то командование дивизии и частей будет арестовано и предано суду как изменники Родины…

Среди воинских частей, защищавших город, был и 18-й артиллерийский полк ПТО. Ожесточённые бои отважных артиллеристов в районе деревни Бывальское с наступавшим противником продолжались 8 часов. До поздней ночи немцы так и не смогли взломать оборону двух дивизионов. Многие батареи отличились в этот день.

2 августа 1941 года. За день отражения прорвавшихся танков, мотоциклистов и больших групп мотопехоты противника было подбито в бою до двух десятков танков. Также уничтожено большое количество мотопехоты противника и мотоциклистов, подсчитать которое нет возможности. Есть убитые и раненые. Раненым оказывается помощь. Снаряды кончаются. Прошу подбросить снаряды. Капитан И. П. Богданов. 22-00. 2 августа 41-го.

3 августа 1941 года, в 10:05, передовой отряд 35-го танкового полка (Pz.Rgt.35) 4-й танковой дивизии вермахта под командованием генерала танковых войск Вилибальда фон Лангермана унд Эрленкампа ворвался в Рославль.

Поскольку у русских войск по обеим сторонам дороги стояло по меньшей мере два батальона и четыре батареи, 35-й танковый полк вынужден был обходить Рославль с юга. Полк выступил в 6:30. Подойдя к деревне Плосково, танки подверглись мощному обстрелу из противотанковых, зенитных и полевых орудий с фланга. Машина подполковника Хохбаума загорелась. В разгоревшейся ожесточенной схватке несколько батарей артиллерийских и зенитных орудий противника были уничтожены. В 10:05 мы вошли в центр города Рославль. Часть мостов в городе захватили целыми благодаря смелости роты фон Гауппа. Большой мост через реку Остёр был разрушен. В ходе наступления на Рославль танковый полк потерял 10 человек убитыми, но захватил 17 полевых, 28 противотанковых и зенитных орудий и 9 танков. 

Оккупация продолжалась 784 дня. За это время были разрушены промышленные предприятия, сожжено 2/3 жилых домов. Пострадали центральные улицы города и привокзальный район. Население сократилось с 41 480 человек (по данным переписи 1939 г.) до 7400 человек (по данным на 20.10.1943 г.).
Рославль стал «центром округа» с 10 административными районами. Управлялся округ «военно-полевой комендатурой I разряда» Было организовано так называемое «местное самоуправление из гражданских лиц». В городе был «избран» бургомистр (сын архитектора города Аристов Н. А.), а в деревнях и посёлках — старосты. Оккупантами в городе было организовано еврейское гетто в районе Краснофлотских переулков. В ноябре 1941 г. свыше 600 евреев, в том числе женщин и детей, были расстреляны в Бухтеевом рву, возле еврейского кладбища. Печально известный пересыльный лагерь для советских военнопленных «Дулаг № 130» был создан в августе 1941 г. на юго-западной окраине города. До войны здесь располагалась Школа младших командиров пограничных войск НКВД. С 1942 по 1943 годы в городе дислоцировалась «Передовая команда Москва» (нем. Sonderkommando 7с) айнзатцгруппы «Б», сформированная как специальное подразделение СД в июле 1941 года, с основной задачей захвата и обеспечения сохранности архивов советских документов. Кроме того, команде было предписано осуществлять розыск, задержание и арест лиц, поименованных в «Специальном разыскном списке для СССР». Группа принимала активное участие на территории Смоленской области в акциях по «реквизиции имущества», ликвидации еврейского населения, подпольщиков и партизан в городах Рославле, Мстиславле, селе Татарск. В годы оккупации в городе действовали многочисленные подпольные ячейки, ещё в июне — июле 1941 года были созданы партизанские отряды.
25 сентября 1943 года город был освобождён частями: 247-й, 139-й, 326-й, 49-й стрелковых дивизий 10-й Гвардейской армии в ходе Смоленско-Рославльской операции. Впоследствии всем им было присвоено почётное наименование «Рославльских». С воздуха наступающие части поддерживали: 1-й гв. АК ДД, 2-й гв. АК ДД, часть сил 8-го гв. АК ДД. В небе над Рославлем в 1943 году сражались и лётчики 1-го истребительного авиационного полка «Нормандия»
Большую безвозмездную помощь рославльчанам в восстановлении разрушенного хозяйства оказали другие области и республик СССР. Из Марийской автономной республики, Ярославской, Ивановской, Куйбышевской областей в город прибывали эшелоны со строительными материалами, оборудованием для предприятий, больниц, школ. Были собраны и переданы в дар: учебники, домашняя утварь, обувь, одежда. Жители Москвы выделили оборудование для МТС. Жители Саранска в своём послании к посылкам рославльчанам отмечали:

Советские люди никогда не оставят в беде своих товарищей. Примите первый наш подарок, в числе которого скот, оборудование, инвентарь, кухонная и столовая посуда, больничное оборудование, медикаменты, обувь — всего 12 вагонов, и твердое заверение в том, что этим мы кладем только начало делу скорейшего восстановления вашего города.

В 1944 году по вечерам, в выходные и праздничные дни на восстановлении города трудилось около 60 строительных бригад, созданных из рабочих и служащих предприятий и учреждений города и района, а также 9 бригад, созданных из домохозяек.
После войны и восстановления город развивается как промышленный и культурный районный центр в составе Смоленской области РСФСР.
В 1970 году Совет Министров РСФСР включил Рославль в число 115 исторических городов России.

## Достопримечательности

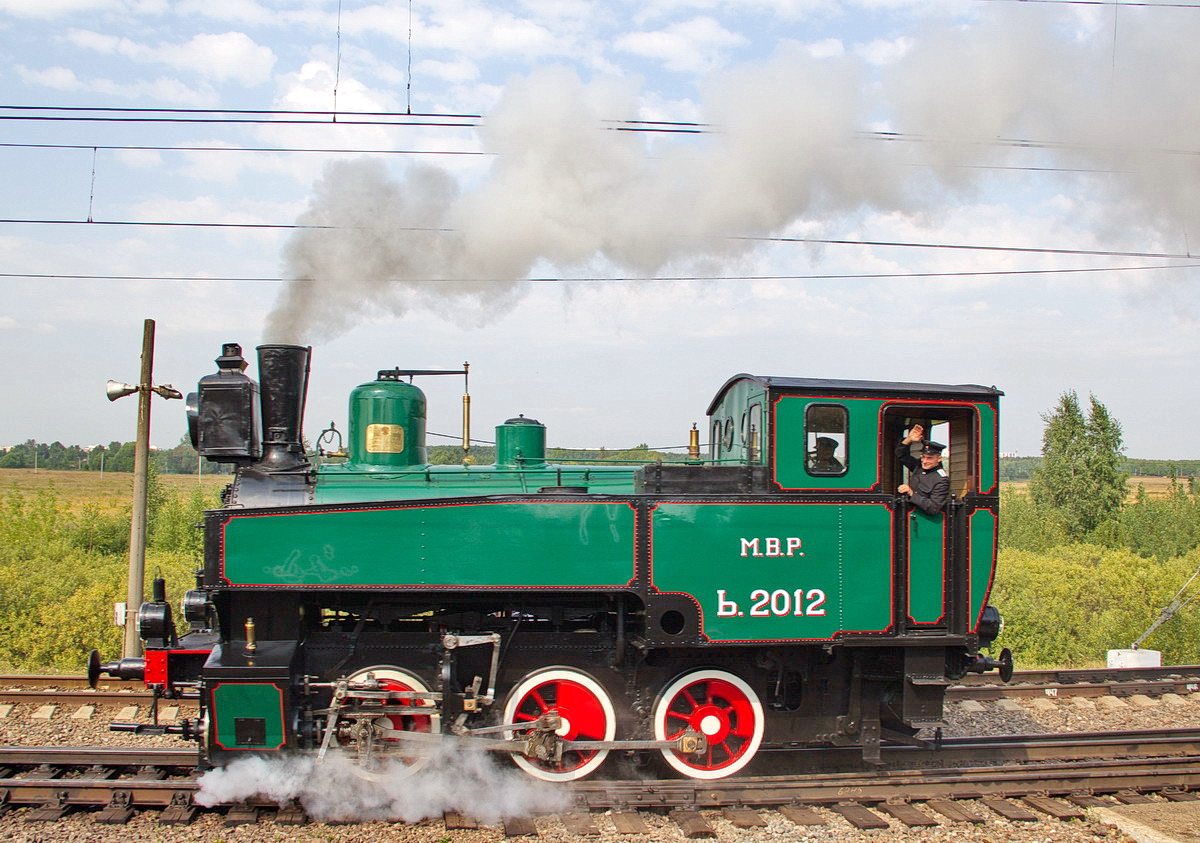
Паровоз Ь2012 на территории ВНИИЖТ в Щербинке на выставке «Expo-1520». С 1985 по 2016 годы памятник был установлен у железнодорожного переезда в районе депо

Одна из популярных достопримечательностей города — камень с исторической записью в память об основании и именования его в честь младшего брата Владимира Мономаха. Камень установлен за городским парком на Бурцевой горе, на месте закладки первой городской крепости (не сохранилась), состоявшей из частоколов и земляных валов — насыпей.
В городе сохранилось достаточно большое количество архитектурных построек XIX века. Среди них особняки, усадьбы, гостиницы, жилые дома и хозяйственные постройки. Но и культовых сооружений старинной постройки в Рославле немало. Это каменные церкви, соборы, монастыри, большинство из которых были построены в конце XVIII века. Для туристов, увлекающихся историей и гражданской архитектурой, город представляет уникальный интерес, так как в нём сохранилось достаточно большое количество объектов для осмотра. В Городском парке расположен мемориал, посвящённый освобождению города в годы Великой Отечественной войны, — танк Т-34. А недалеко от здания железнодорожного вокзала долгое время стоял танк-паровоз Ь2012. В центре Рославля можно увидеть множество современных скульптур и малых форм.
Парки
- Городской парк
- Городище «Бурцева гора»
- Парк «Кольцо»

Скверы
- Сквер Погибших Воинов (центральный)

Площади
- Площадь им. Ленина
- Площадь Бенардоса

Аллеи
- Аллея славы

Церкви, соборы и монастыри
- Вознесенская церковь. Построена в 1821 г. на деньги купцов И. А. Мухина и Д. С. Полозова в стиле позднего классицизма[39].
- Казанско-Пятницкая церковь. Возведена на деньги купца Ф. А. Мукинина в 1853 г. в стиле позднего классицизма[39].
- Церковь Рождества Богородицы. Построена на средства купца П. Т. Вехова в 1850-е гг. в русском стиле[39].
- Преображенский собор. Пятоглавый бесстолпный храм в стиле классицизма[39].
- Воскресенская церковь
  - Церковь Воскресения Словущего (не действует). Возведена в 1825 г. Бесстолпный храм в стиле классизизма[39]
- Успенская церковь (не действует). Единственный в городе памятник барокко. Построена из кирпича в 1790-х гг.[39]

Памятники
- Памятник паровозу Ь-2012 (c 1985 по 2016 годы)[61];
- Памятник Петру и Февронии (парк им 1 Мая);
- Памятник «Танк Т-34» («кольцо»);
- Памятник танк-паровоз (у ж/д депо);
- Памятник основателю города — князю Смоленскому, Новгородскому и Киевскому Ростиславу Мстиславичу;
- Памятники, посвящённые событиям Великой Отечественной войны;
- Памятник, посвящённый воинам-интернационалистам;
- Памятник В. И. Ленину на площади им. Ленина (в пальто);
- Памятник В. И. Ленину в сквере ст. Рославль-1 (в пиджаке);
- Памятники, посвящённые рославльчанам, удостоенным званий Герой Советского Союза, Герой Социалистического Труда и полным кавалерам ордена «Слава».

## Экономика
Являясь довольно небольшим российским городом с населением до 60 000 человек, Рославль известен как развитый промышленный центр Смоленской области. На 1989 год в Рославле действовало 33 предприятия.
В городе построены заводы, фабрики и комбинаты многих отраслей промышленности. Наиболее известны: вагоноремонтный, стекольный, маслобойный заводы и шпагатная фабрика. Именно эти четыре предприятия характеризуют особый промышленный облик города, отличающий его от других центров Смоленской области.
Самым крупным промышленным предприятием Рославля является ЗАО «Рославльский автоагрегатный завод», в советские времена бывший одним из крупнейших филиалов, а впоследствии дочерней компанией Московского завода по выпуску грузовых автомобилей АМО-ЗИЛ, построенного в 1916 году, по правительственной императорской программе «Торговым домом Кузнецов, Рябушинские и К˚».
Работают стекольный завод «ГлассМаркет», АО «Рославльский ВРЗ» (производство и ремонт грузовых вагонов), Рославльский авторемонтный завод, предприятия ЖКХ, торговли, дорожно-ремонтное управление (ДРСУ) и другие.
В городе расположены предприятия пищевой и перерабатывающей промышленности, в основном работающие на сельскохозяйственные предприятия района. Значительное развитие получило в послереволюционное время льноводство, носившее до того потребительский характер. Особо выделяется район посевами овощных культур и специализированным овощным семеноводством.

## Промышленность

### Действующая
Машиностроение
- Рославльский завод алмазных инструментов — волоки алмазные, стеклорезы алмазные, карандаши алмазные, алмазы в оправе, гальванический инструмент.
- Рославльский вагоноремонтный завод — ремонт подвижного состава, изготовление цистерн, вагонов, платформ, запасных частей.
- ООО «Опытно-механический завод» — ремонт промышленных машин и оборудования.
- «720 ремонтный завод» — ремонт различной колёсной техники, выполнение государственного оборонного заказа.
- ИК-6 УФСИН России по Смоленской области — шланги тормозные, провода бытовые, токоведущие жилы, товары народного потребления.

Стекольная
- Стекольный завод (АО «ГлассМаркет») — стеклотара.

Лёгкая
- ОАО "Рославльская трикотажная фабрика «Апрель» — трикотаж (бельевой и верхний);

Лесная, деревообрабатывающая и целлюлозно-бумажная, строительная
- ЗАО «Рославльский лесокомбинат» — обработка древесины и производство изделий из дерева; пиломатериал, техсырьё.

### Бывшая
Химическая
- Рославльский химический завод — продукция бытовой химии (масляные краски, белила, лаки), закрыт в начале 2000-х.

Пищевая
- Рославльский жиркомбинат (ЗАО «Растмасло»), закрыт в 1998 году, в заброшенном состоянии)
- Рославльский овощесушильный завод (закрыт в 1998 году, корпуса разобраны).
- ПО «Остёрский хлебокомбинат», закрыт в начале 2000х;
- ООО «Рославльмясо», закрыт в середине 90х.
- Рославльский Молочный завод, закрыт в 2004 году.
- Рославльский мясокомбинат Павловка, закрыт в середине 90х

Машиностроение
- АО "Рославльские тормозные системы — тормозная аппаратура, топливные насосы высокого давления, метизы. Признан банкротом и закрыт в 2017 году.

Лёгкая
- ОАО «Рославльская игрушка» — производство детских игрушек; закрыт в середине 1990-х.
- ЗАО «Рославльская швейная фабрика» — производство швейной продукции, закрыта в середине 2000-х.
- Рославльский Льнокомбинат, закрыт в 2005.

Лесная, деревообрабатывающая и целлюлозно-бумажная, строительная
- Рославльский кирпичный завод — закрыт в начале 2000-х.
- Рославльский завод ЖБИ закрыт в середине 1990-х.

## Транспорт

### Железнодорожный вокзал

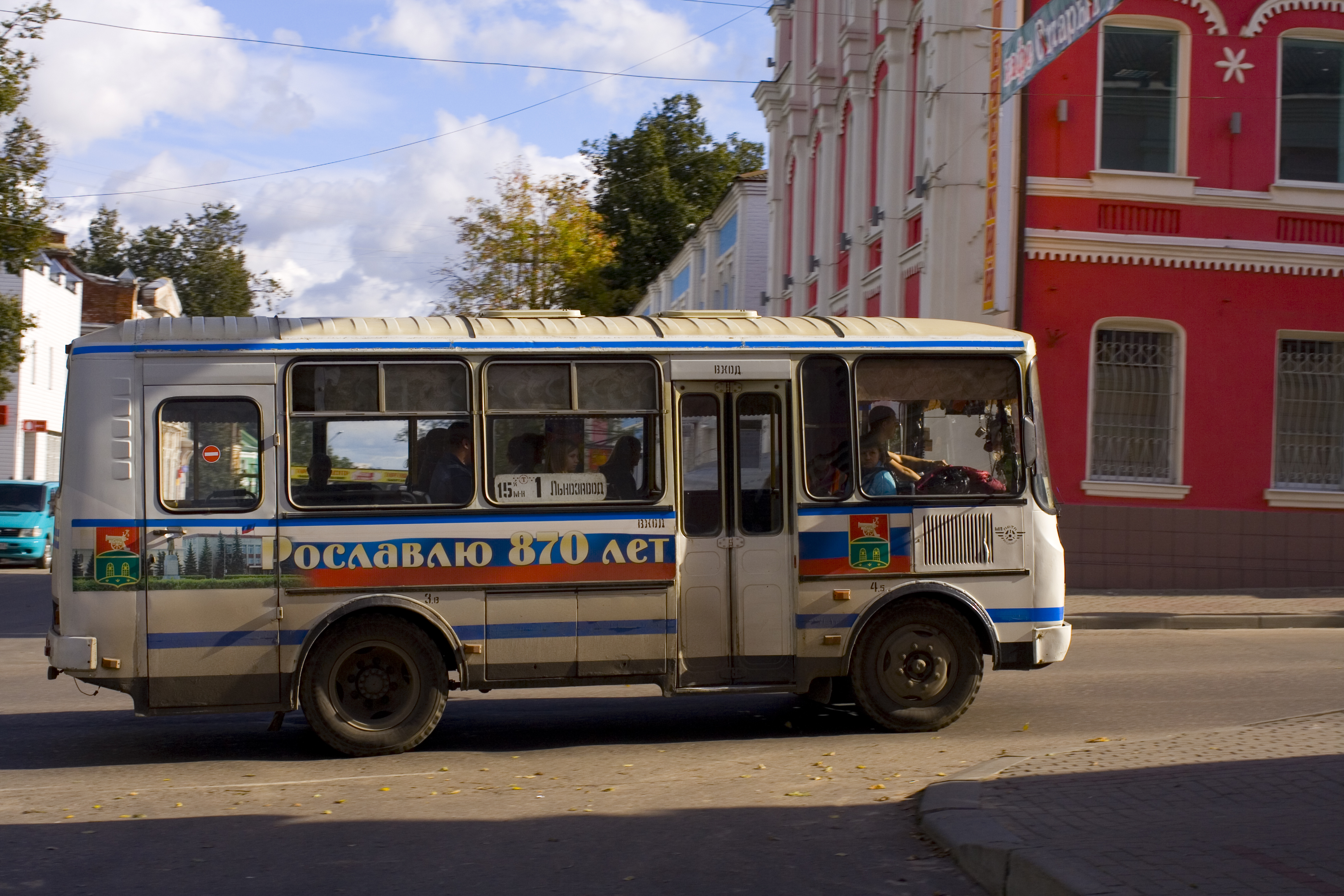
Автобус маршрута № 1 на улицах города (2009)

Рославль — крупный транспортный узел с развитым путевым хозяйством, расположен на пересечении автомобильных и железных дорог.

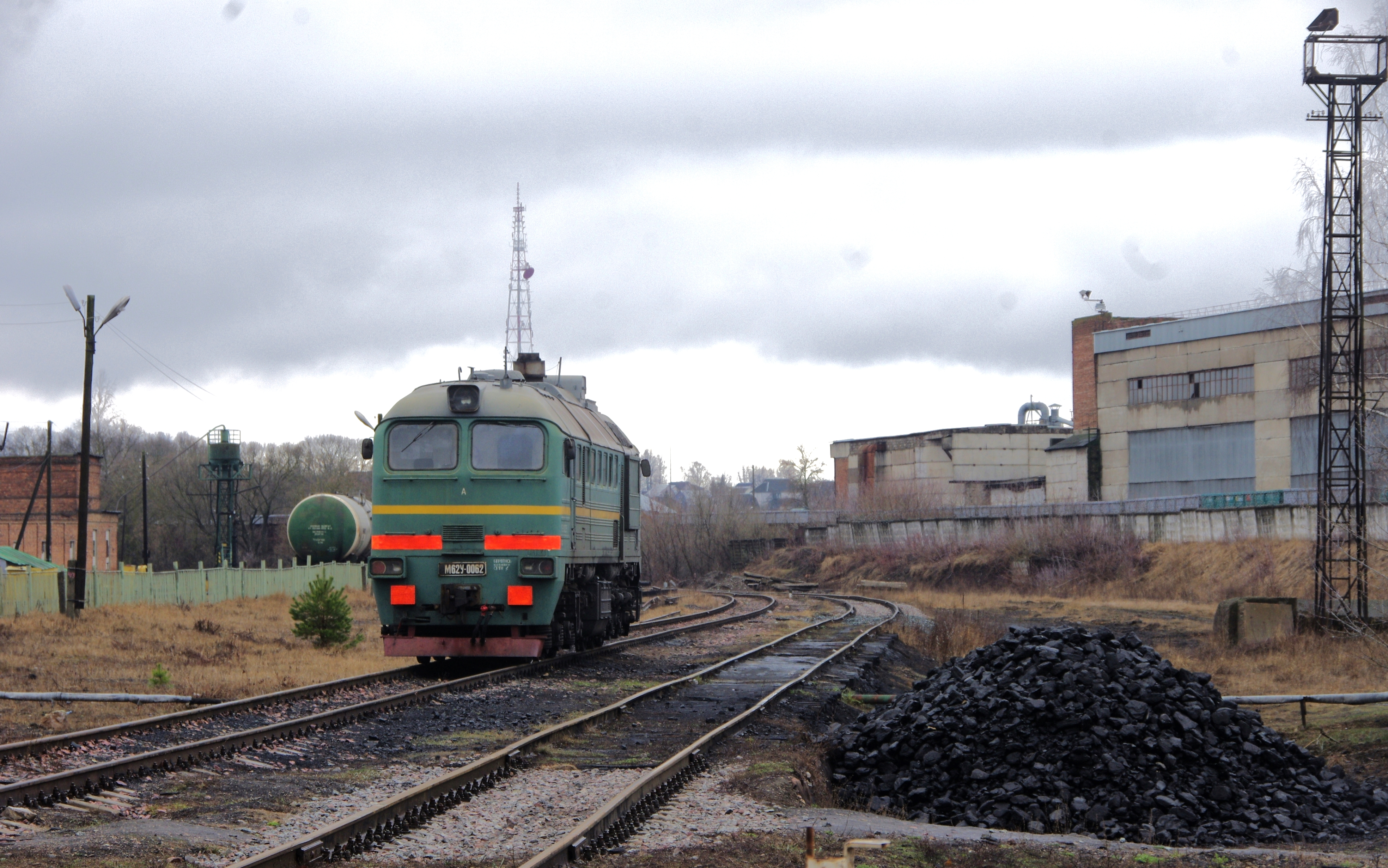
На территории депо ст. Рославль-1 (2015)

В середине XIX века была построена железнодорожная станция и пассажирский вокзал «Рославль», принявшие первых пассажиров и грузы, одновременно с запуском в промышленную эксплуатацию Риго-Орловской железной дороги в 1868 году, ныне узловая станция «Рославль-1».
Город имеет прямое сообщение поездами дальнего следования с городами: Смоленск, Сочи, Санкт-Петербург, Новороссийск, Брянск, Калининград и другими.
Поезда пригородного сообщения до Брянска, Смоленска, Жуковки регулярно курсируют по будням, выходным и праздничным дням.

### Автобус
Городская автостанция расположена рядом с железнодорожным вокзалом. Налажено регулярное автобусное сообщение с городами и посёлками района, области и России. В городе постоянно действовало около 15 автобусных маршрутов. Основным пассажирским перевозчиком являлся муниципальное предприятие «Рославльское ПАТП» (закрыто в 2017 году). Автопарк ПАТП насчитывал 67 единиц транспорта, из которых 59 — автобусы. В настоящее время перевозки выполняются частниками.
В городе развита сеть пассажирских перевозок маршрутными автобусами и микроавтобусами. На линиях работают автобусы малого класса ПАЗ, комфортабельные микроавтобусы. Перевозки осуществляют как частные перевозчики, так и муниципальное предприятие.

## Торговля
Супермаркеты
- «Магнит», «Пятёрочка», «Лаваш».

Рынки
- На Московской
- На Советской (центральный)
- В 15-м микрорайоне

## Образование
Гимназии
- Православная гимназия

Муниципальные средние школы
- «Средняя школа № 1 имени Героя Советского Союза Е. И. Стерина»
- «Средняя школа № 2»
- «Средняя школа № 3»
- «Средняя школа № 4»
- «Средняя школа № 5»
- «Средняя школа № 6 имени Героя Советского Союза В. А. Стёпина»
- «Средняя школа № 7 имени Героя Советского Союза Б. С. Левина»
- «Средняя школа № 8»
- «Средняя школа № 9»
- «Средняя школа № 10»

Дополнительное образование
- Рославльская детская музыкальная школа им. М. И. Глинки
- Рославльская детская художественная школа
- «Детско-юношеская спортивная школа „Торпедо“»
- «Детско-юношеская спортивная школа имени В. А. Сухарева»

Колледжи
- Рославльский колледж современных технологий
- Козловский многопрофильный аграрный колледж
- Рославльский Многопрофильный колледж

Техникумы
- Рославльский медицинский техникум
- Рославльский техникум промышленности и сферы обслуживания
- Рославльский железнодорожный техникум (филиал «Московского государственного университета путей сообщения»), закрыт в 2021
- Рославльский сельскохозяйственный техникум, закрыт в 2016
- Рославльское ПТУ ул Пролетарская, закрыто в 2012
- Рославльское ПТУ ул. Пайтерова, закрыто в 2010

Вузы
- Московский государственный индустриальный университет (филиал), закрыт в 2014
- Московский финансово-юридический университет (региональный представитель)
- Московский психолого-социальный университет (филиал), закрыт в 2012
- Государственный институт Управления (филиал)

## Культура
Учреждения культуры
- Дворец культуры «Ростислав»
- Культурный центр «Юбилейный» Вагоноремонтного завода
- Городской Дом Культуры (ГДК)
- ЦРТДиЮ «Дом школьника»
- Центр детского (юношеского) технического творчества

Музеи
- Рославльский историко-художественный музей

Библиотеки
- Городская библиотека им. Рыленкова
- Детская библиотека (12 микр.)

## Средства массовой информации
Радиостанции
- 70.91 «Радио России» / «ГТРК Смоленск» (Молчит)
- 88.2 «Радио Шансон»
- 101.8 «Радио России» / «ГТРК Смоленск»
- 102.5 «Радио Для Двоих»
- 103.6 «Европа Плюс»
- 104.1 «Радио Ваня»
- 105.8 «Дорожное радио»
- 106.3 «Русское радио»[66]
- 107.5 «Авторадио»

Газеты
- «Рославльская правда»[67]
- «Авоська» (независимое издание)
- «Своя Народная Газета» (независимое издание)

## Коммунальное хозяйство
Городские кладбища
- «Вознесенское»
- «Еврейское»
- «Перенское»
- «Кирилловский мемориал»

## Физкультура и спорт
Спортивные объекты и сооружения
- Ледовый дворец «Снегирь»
- УФОК «Торпедо»
- ДЮСШ «Торпедо»
- ДЮСШ им. В. А. Сухарева
- Стадион «Торпедо»

Известные спортсмены
- Кругликов, Анатолий Иванович (род. 1957) — Заслуженный мастер спорта России (2000), мировой рекордсмен по суточному бегу (1992), обладатель Кубка Европы по суточному бегу (1993), победитель и рекордсмен сверхмарафона по «Долине Смерти» (США, 2000) чемпион Европы и мира (2005), многократный чемпион и рекордсмен России, СНГ, чемпион Франции, Италии, Швейцарии, Австралии и других стран по суточному бегу, многократный победитель международных соревнований по шестисуточному бегу, по бегу на супер-марафонские дистанции (1992—1998).

## Международные отношения
Города-побратимы
- Кричев,  Беларусь[68].

## Уроженцы города
Герои Советского Союза
- Левин, Борис Савельевич (1922—2006) — уроженец города Рославля, участник Великой Отечественной войны, командир звена 7-го гвардейского штурмового авиационного полка 230-й штурмовой авиационной дивизии 4-й воздушной армии 2-го Белорусского фронта, гвардии лейтенант[69][70].
- Стёпин, Виктор Александрович (1919—2007) — уроженец города Рославля, участник Великой Отечественной войны, полковник Советской Армии[71][72].
- Щербаков, Александр Фёдорович (1923—2002) — уроженец города Рославля, участник Великой Отечественной войны. Начальник разведки дивизиона 36-го гвардейского миномётного полка (3-я гвардейская танковая армия, Воронежский фронт), гвардии старший лейтенант[71][73].

 Полные кавалеры Ордена Славы
- Скидкин, Пётр Исаевич (1919—1945) — уроженец города Рославля, командир стрелкового взвода 44-го гвардейского стрелкового полка 15-й гвардейской Харьковско-Пражской дважды Кразнознамённой орденов Ленина, Суворова и Кутузова стрелковой дивизии 5-й гвардейской армии 1-го Украинского фронта, гвардии старшина[74][75].

Почётные граждане
Сергий, епископ Вяземский и Гагаринский
Знаменитые рославльчане
- Глебов, Евгений Александрович (1929—2000) — уроженец города Рославля, советский композитор, дирижёр, педагог. Народный артист СССР[76].
- Грибов, Сергей Ефимович (1895—1938) — советский военный деятель, командующий войсками Северо-Кавказского военного округа, комкор.
- Каплан, Самуил Аронович (1921—1978) — уроженец города Рославля, советский астрофизик-теоретик, профессор, автор семнадцати книг и более ста пятидесяти научных работ[77][78].
- Корольков, Геннадий Анатольевич (1941—2007) — уроженец города Рославля, советский, российский актёр театра и кино. Заслуженный артист РСФСР[79].
- Микешин, Михаил Осипович (1835—1896) — уроженец города Рославля[80], русский художник, скульптор, автор ряда выдающихся памятников и монументов в крупных городах России. Детство и юношество художника прошло в Рославле, где он успешно окончил приходскую школу и уездное училище[81].
- Рокачевский, Афанасий Ефимович (1830—1901) — русский художник-портретист, академик живописи Академии художеств, педагог[82].
- Фрэз, Илья Абрамович (1909—1994) — уроженец города Рославля, советский кинорежиссёр, сценарист. Народный артист СССР. Лауреат Государственной премии[83].
- Фрумкин, Анатолий Павлович (1897—1962) — уроженец города Рославля, советский уролог, доктор медицинских наук, заслуженный деятель науки, полковник медицинской службы, главный уролог РККА в годы Великой Отечественной войны, председатель Всесоюзного общества урологов (1946—1962)[84][85].

## Галерея

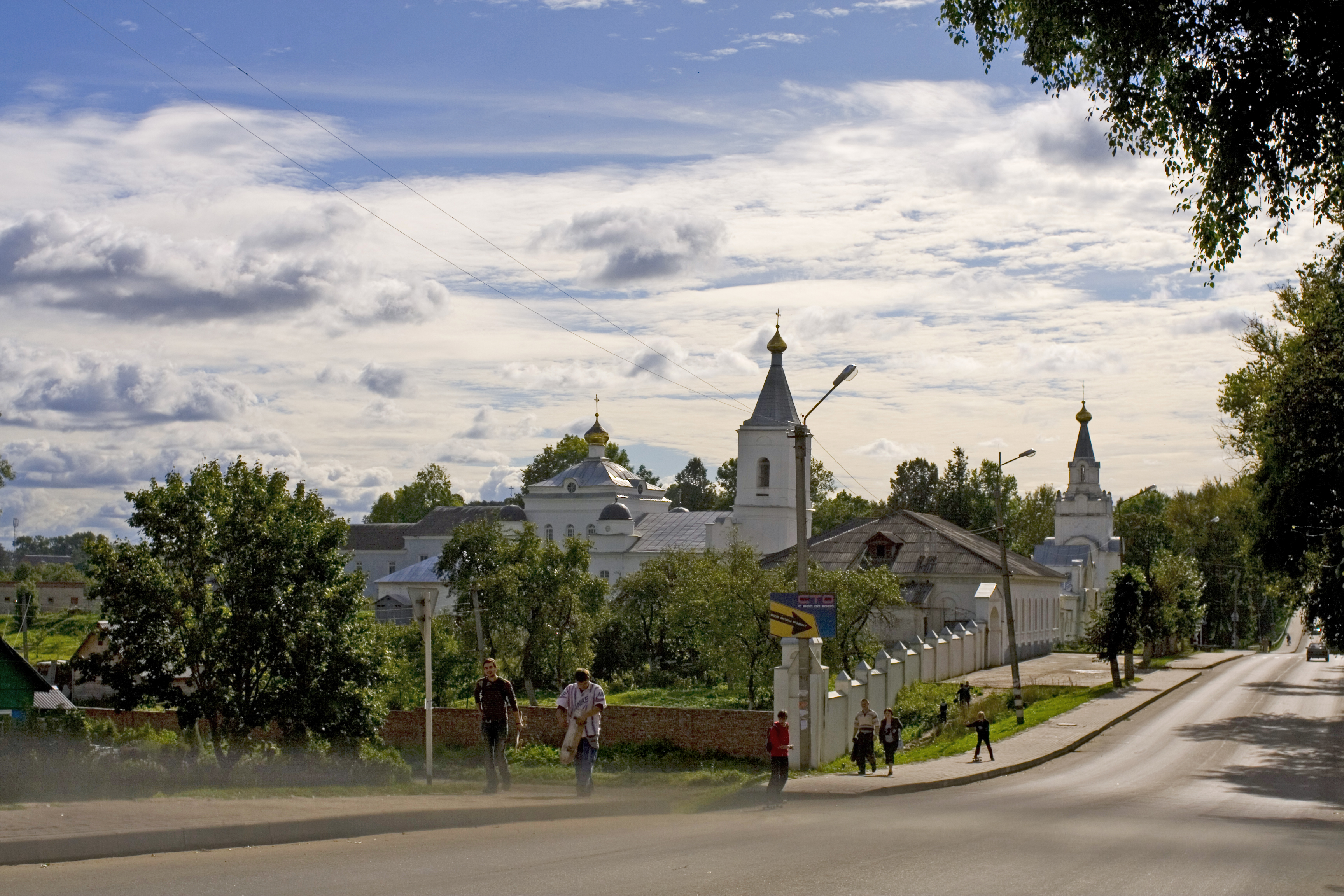
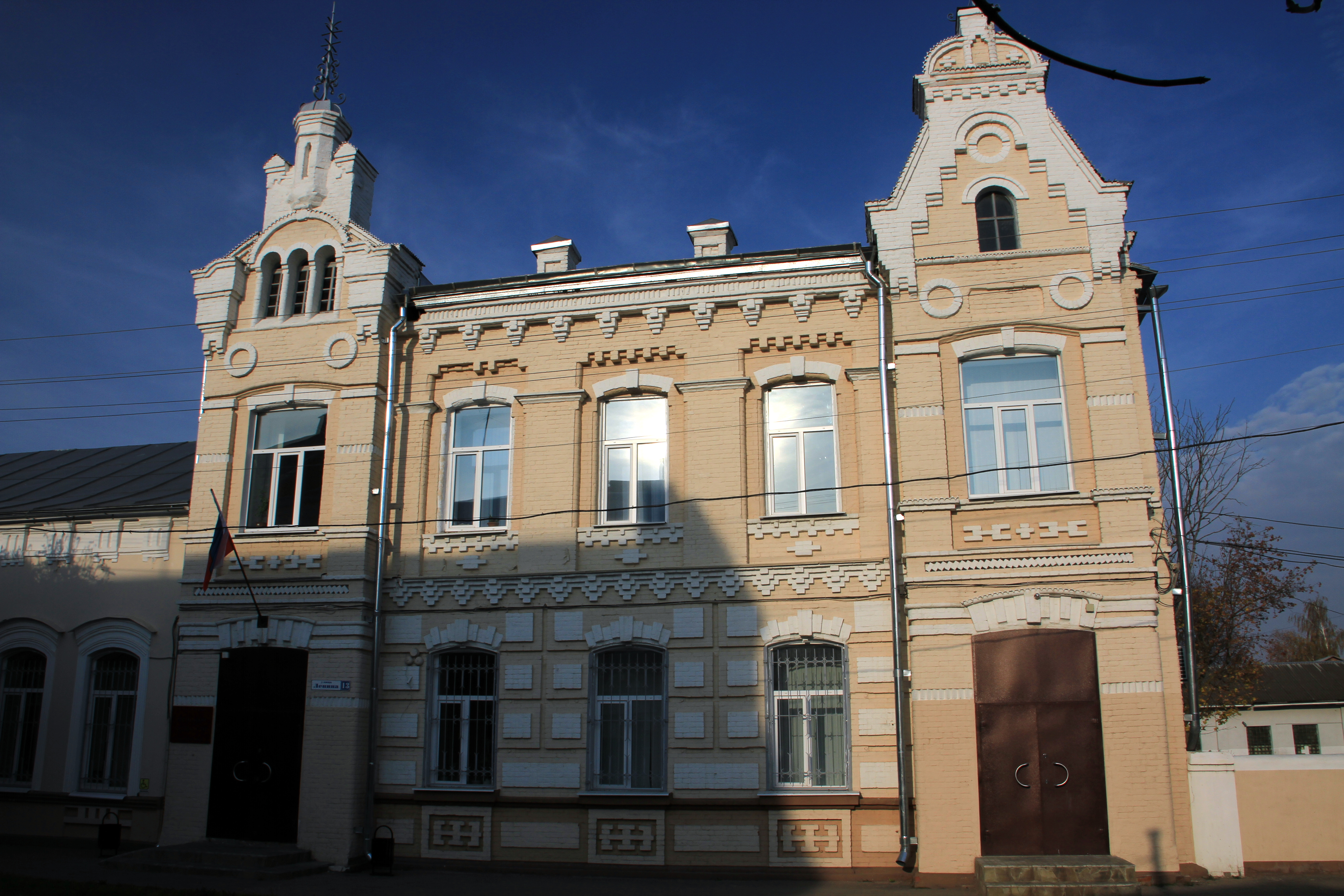
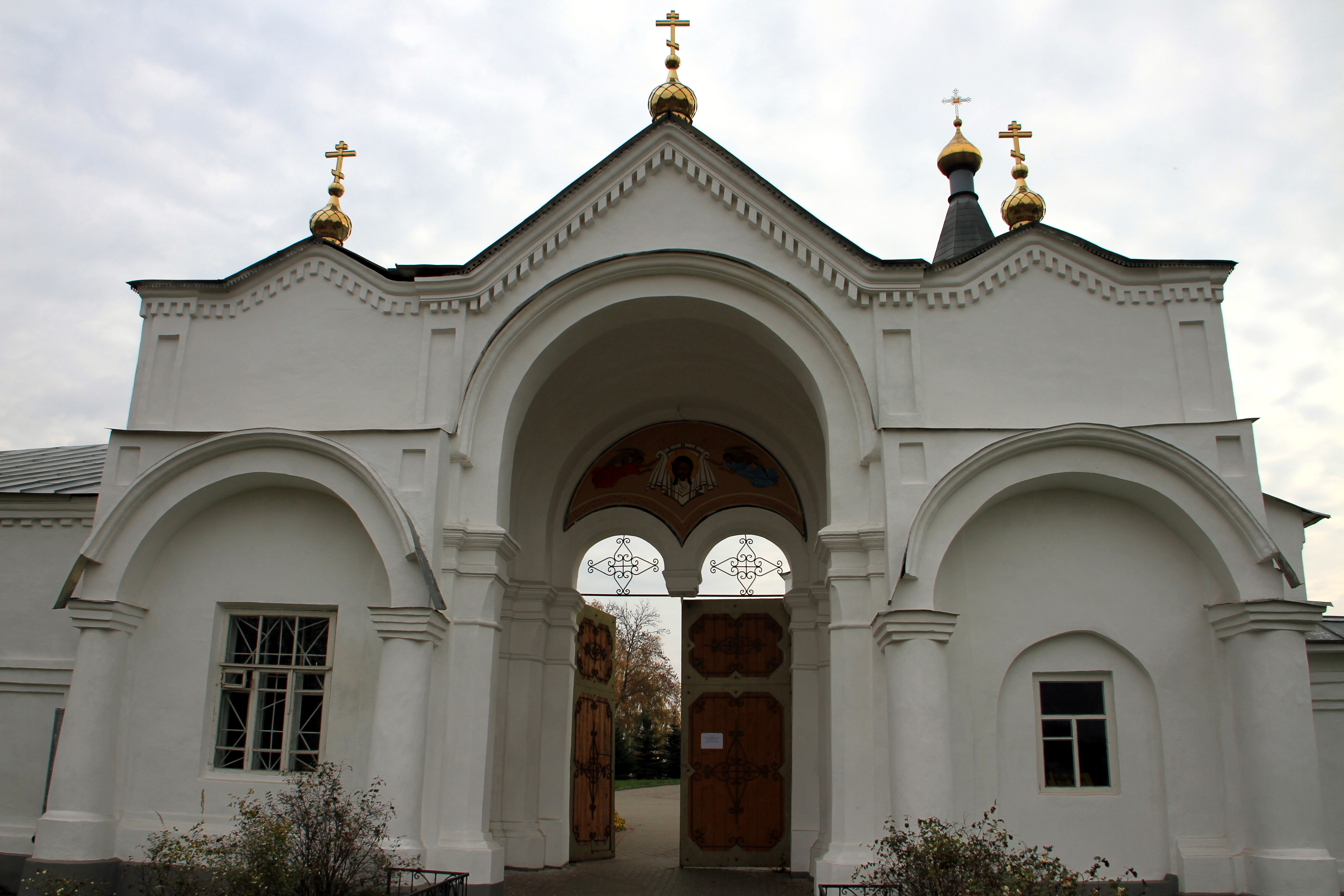
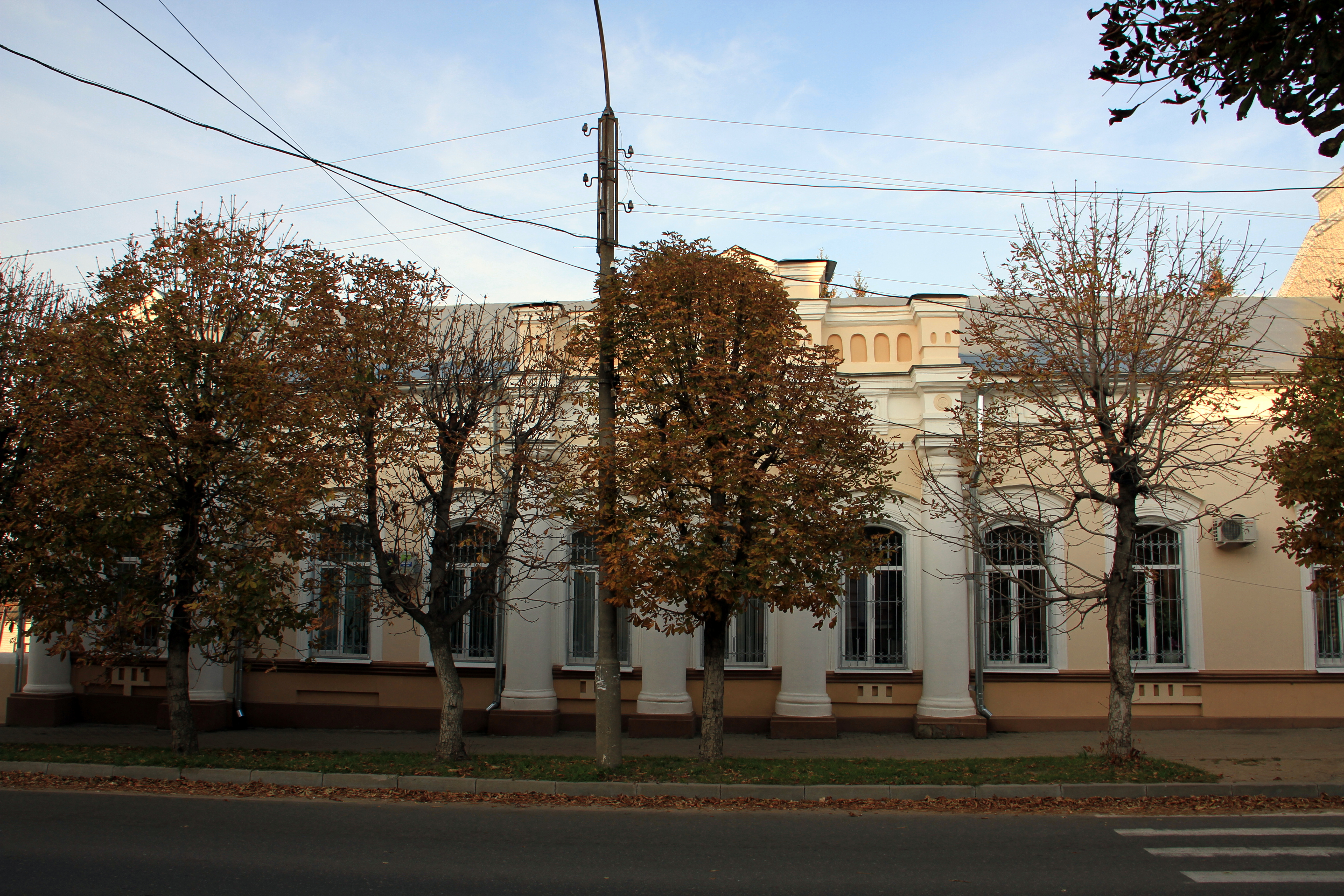
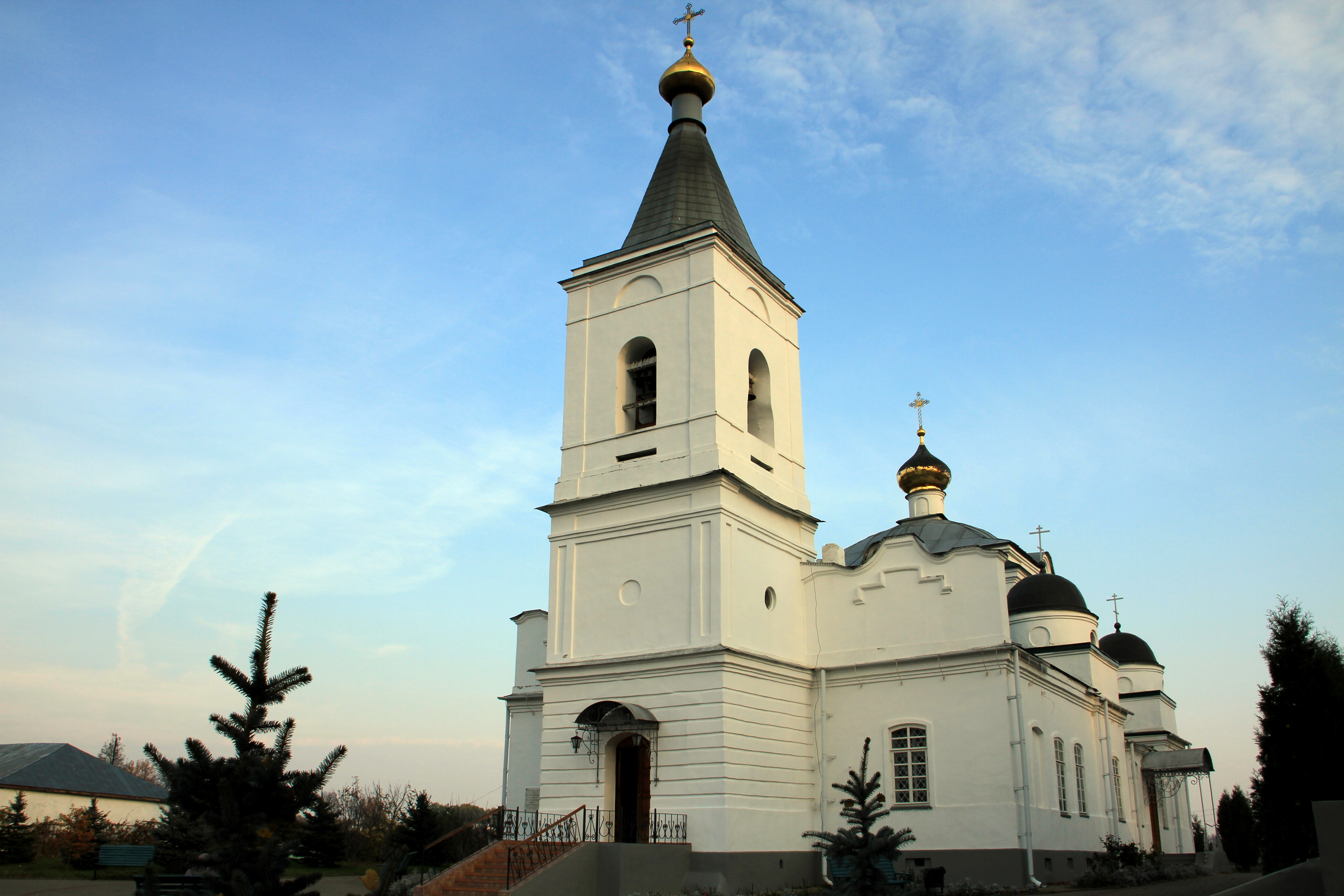